# Ивановка (Подволочисская поселковая община)
Ивановка (укр. Іванівка) — село в Подволочисской поселковой общине Тернопольского района Тернопольской области Украины.
До 2020 года входило в Подволочисский район.
Население по переписи 2001 года составляло 1166 человек. Почтовый индекс — 47855. Телефонный код — 3543.